# Bahnstrecke Freiburg–Colmar
| Triebwagen des Typs Regio-Shuttle der Breisgau-S-Bahn GmbH im Bahnhof Breisach (2010) |                                                                             |                                                                        |                                                                        |
| |                                                                             |                                                                        |                                                                        |
| Streckennummer (DB): | 4310 (Freiburg–Breisach)                                                    |                                                                        |                                                                        |
| Streckennummer (SNCF): | 120 000 (Colmar–Neuf-Brisach)                                               |                                                                        |                                                                        |
| Kursbuchstrecke (DB): | 727 (Freiburg–Breisach) (zuvor 729) (Freiburg–Breisach)                     |                                                                        |                                                                        |
| Kursbuchstrecke: | 1946: 303d (Breisach – Freiburg (Brsg) Hbf) bis ~1945: 307b bis ~1940: 307a |                                                                        |                                                                        |
| Streckenlänge: | 44,1 km                                                                     |                                                                        |                                                                        |
| Spurweite: | 1435 mm (Normalspur)                                                        |                                                                        |                                                                        |
| Streckenklasse: | D4                                                                          |                                                                        |                                                                        |
| Stromsystem: | Freiburg–Breisach: 15 kV, 16,7 Hz ~                                         |                                                                        |                                                                        |
| Streckengeschwindigkeit: | F. Messe–Gottenheim: 120 km/h                                               |                                                                        |                                                                        |
| Zugbeeinflussung: | Freiburg–Breisach: PZB                                                      |                                                                        |                                                                        |
| Zweigleisigkeit: | –                                                                           |                                                                        |                                                                        |
| |                                                                             |                                                                        |                                                                        |
| \| \| \| von Strasbourg \| \| \| \| \| von Metzeral \| \| \| \| 44,1 \| Colmar \| Colmar \| \| \| \| nach Mulhouse \| \| \| \| \| nach Bollwiller \| \| \| \| 38,8 \| Neuland \| Neuland \| \| \| 36,1 \| Sundhoffen (Sundhofen) \| Sundhoffen (Sundhofen) \| \| \| 29,7 \| Wolfgantzen (Wolfganzen) \| Wolfgantzen (Wolfganzen) \| \| \| 27,2 \| Neuf-Brisach (Neubreisach) \| Neuf-Brisach (Neubreisach) \| \| \| 26,1 \| Volgelsheim (ehem. Neubreisach Feldbf) \| Volgelsheim (ehem. Neubreisach Feldbf) \| \| \| \| ehem. nach Bantzenheim \| \| \| \| \| zum Hafen, zur Museumsbahn CFTR \| \| \| \| \| \| \| \| \| \| Staatsgrenze Frankreich/Deutschland ehem. Rheinbrücke Breisach (328 m) \| \| \| \| \| \| \| \| \| 22,5 \| Breisach \| Breisach \| \| \| \| Kaiserstuhlbahn nach Riegel-Malterdingen \| \| \| \| 17,760 \| Ihringen \| Ihringen \| \| \| 14,913 \| Wasenweiler \| Wasenweiler \| \| \| \| Kaiserstuhlbahn von Riegel Ort \| \| \| \| 11,722 \| Gottenheim \| Gottenheim \| \| \| \| Dreisam \| \| \| \| 7,429 \| Hugstetten \| Hugstetten \| \| \| 4,444 \| Freiburg-Landwasser (ab 1985, 2019 150 m nach Westen verlegt) \| Freiburg-Landwasser (ab 1985, 2019 150 m nach Westen verlegt) \| \| \| 2,842 \| Freiburg West (bis 1985, Höhe Wolfswinkel) \| Freiburg West (bis 1985, Höhe Wolfswinkel) \| \| \| 2,071 \| Freiburg Messe/Universität \| Freiburg Messe/Universität \| \| \| 2,3 \| ehem./heutige Verbindungsstrecke zur GUB \| ehem./heutige Verbindungsstrecke zur GUB \| \| \| \| Güterumgehungsbahn Freiburg \| \| \| \| 1,020 \| Freiburg Klinikum \| Freiburg Klinikum \| \| \| \| von Mannheim \| \| \| \| 0,0 \| Freiburg (Breisgau) Hbf \| Freiburg (Breisgau) Hbf \| \| \| \| nach Donaueschingen \| \| \| \| \| nach Basel Bad Bf \| \| \| \| \| \| \| \| Quellen: [1][2] \| \| \| \| |                                                                             |                                                                        |                                                                        |
| Strecke |                                                                             | von Strasbourg                                                         | von Strasbourg                                                         |
| Abzweig geradeaus und von rechts |                                                                             | von Metzeral                                                           | von Metzeral                                                           |
| Bahnhof | 44,1                                                                        | Colmar                                                                 | Colmar                                                                 |
| Abzweig geradeaus und nach rechts |                                                                             | nach Mulhouse                                                          | nach Mulhouse                                                          |
| Abzweig geradeaus und nach rechts |                                                                             | nach Bollwiller                                                        | nach Bollwiller                                                        |
| ehemaliger Haltepunkt / Haltestelle | 38,8                                                                        | Neuland                                                                | Neuland                                                                |
| ehemaliger Haltepunkt / Haltestelle | 36,1                                                                        | Sundhoffen (Sundhofen)                                                 | Sundhoffen (Sundhofen)                                                 |
| ehemaliger Haltepunkt / Haltestelle | 29,7                                                                        | Wolfgantzen (Wolfganzen)                                               | Wolfgantzen (Wolfganzen)                                               |
| Dienststation / Betriebs- oder Güterbahnhof | 27,2                                                                        | Neuf-Brisach (Neubreisach)                                             | Neuf-Brisach (Neubreisach)                                             |
| Dienststation / Betriebs- oder Güterbahnhof | 26,1                                                                        | Volgelsheim (ehem. Neubreisach Feldbf)                                 | Volgelsheim (ehem. Neubreisach Feldbf)                                 |
| Abzweig geradeaus und ehemals nach rechts |                                                                             | ehem. nach Bantzenheim                                                 | ehem. nach Bantzenheim                                                 |
| Abzweig ehemals geradeaus und nach links |                                                                             | zum Hafen, zur Museumsbahn CFTR                                        | zum Hafen, zur Museumsbahn CFTR                                        |
| |                                                                             |                                                                        |                                                                        |
| Grenze auf Brücke über Wasserlauf (Strecke außer Betrieb) |                                                                             | Staatsgrenze Frankreich/Deutschland ehem. Rheinbrücke Breisach (328 m) | Staatsgrenze Frankreich/Deutschland ehem. Rheinbrücke Breisach (328 m) |
| |                                                                             |                                                                        |                                                                        |
| Kopfbahnhof Strecke bis hier außer Betrieb | 22,5                                                                        | Breisach                                                               | Breisach                                                               |
| Abzweig geradeaus und nach links |                                                                             | Kaiserstuhlbahn nach Riegel-Malterdingen                               | Kaiserstuhlbahn nach Riegel-Malterdingen                               |
| Haltepunkt / Haltestelle | 17,760                                                                      | Ihringen                                                               | Ihringen                                                               |
| Haltepunkt / Haltestelle | 14,913                                                                      | Wasenweiler                                                            | Wasenweiler                                                            |
| Abzweig geradeaus und von links |                                                                             | Kaiserstuhlbahn von Riegel Ort                                         | Kaiserstuhlbahn von Riegel Ort                                         |
| Bahnhof | 11,722                                                                      | Gottenheim                                                             | Gottenheim                                                             |
| Brücke über Wasserlauf |                                                                             | Dreisam                                                                | Dreisam                                                                |
| Haltepunkt / Haltestelle | 7,429                                                                       | Hugstetten                                                             | Hugstetten                                                             |
| Haltepunkt / Haltestelle | 4,444                                                                       | Freiburg-Landwasser (ab 1985, 2019 150 m nach Westen verlegt)          | Freiburg-Landwasser (ab 1985, 2019 150 m nach Westen verlegt)          |
| ehemaliger Haltepunkt / Haltestelle | 2,842                                                                       | Freiburg West (bis 1985, Höhe Wolfswinkel)                             | Freiburg West (bis 1985, Höhe Wolfswinkel)                             |
| Bahnhof | 2,071                                                                       | Freiburg Messe/Universität                                             | Freiburg Messe/Universität                                             |
| Abzweig geradeaus, nach links und ehemals nach rechts | 2,3                                                                         | ehem./heutige Verbindungsstrecke zur GUB                               | ehem./heutige Verbindungsstrecke zur GUB                               |
| Kreuzung geradeaus oben |                                                                             | Güterumgehungsbahn Freiburg                                            | Güterumgehungsbahn Freiburg                                            |
| Haltepunkt / Haltestelle | 1,020                                                                       | Freiburg Klinikum                                                      | Freiburg Klinikum                                                      |
| Abzweig geradeaus und von links |                                                                             | von Mannheim                                                           | von Mannheim                                                           |
| Bahnhof | 0,0                                                                         | Freiburg (Breisgau) Hbf                                                | Freiburg (Breisgau) Hbf                                                |
| Abzweig geradeaus und nach rechts |                                                                             | nach Donaueschingen                                                    | nach Donaueschingen                                                    |
| Strecke |                                                                             | nach Basel Bad Bf                                                      | nach Basel Bad Bf                                                      |
| |                                                                             |                                                                        |                                                                        |
| Quellen: |                                                                             |                                                                        |                                                                        |

Die Bahnstrecke Freiburg–Colmar ist eine ehemals durchgehende Eisenbahnstrecke von Freiburg im Breisgau über Breisach am Rhein nach Colmar, die seit Zerstörung der Breisacher Eisenbahnbrücke über den Rhein im Jahr 1945 unterbrochen ist. Sie verläuft südlich am Kaiserstuhl vorbei durch die oberrheinische Tiefebene. Die Strecke wurde in zwei Abschnitten 1871 und 1878 als staatlich betriebene Privatbahn eröffnet und 1881 verstaatlicht. Nach ihrem jeweiligen Endbahnhof wurde bzw. wird die Strecke auch als Breisacher Bahn, Breisachbahn oder Colmarer Bahn bezeichnet.
Die Strecke ist heute zwischen Freiburg und Breisach als eingleisige, elektrifizierte Nebenbahn klassifiziert und wird von der DB Regio bedient. Auf dem Abschnitt zwischen Breisach und Colmar verkehrt ersatzweise ein Linienbus.

## Geschichte

### Planung und Bau
Bereits 1846 schlug die Stadt Breisach den Bau einer Eisenbahn von Breisach nach Freiburg vor. 1860 wurde in Colmar das Projekt einer Eisenbahn von Freiburg über Breisach, Colmar und Münster über die Vogesen nach Nancy vorgestellt. Bei Breisach sollte der Rhein mit einer „fliegenden Brücke“ (Gierseilfähre) überquert werden. Auf deutscher Seite war geplant, die Strecke von Freiburg durch das Höllental über den Schwarzwald in Richtung Ulm und Bodensee zu verlängern. Die geplante Eisenbahn Colmar-Freiburg als Teil einer internationalen Fernverbindung über die Vogesen und den Schwarzwald von Paris nach Wien kam nie zur Ausführung. 1864 beschlossen die Städte Breisach und Freiburg, sich an einer Gesellschaft zum Bau der Bahn zu beteiligen. Eine 1864 eingesetzte Eisenbahnkommission plante den Bau einer Strecke von Freiburg über Hugstetten, Oberschaffhausen (Bötzingen) und Wasenweiler nach Breisach, doch unter anderem verzögerte der Preußisch-Österreichische Krieg von 1866 die Planungen.
Am 11. Februar 1868 erließ die Badische Regierung das „Gesetz zum Bau einer Eisenbahn zwischen Freiburg und Breisach“ und erteilte bereits am 21. April 1868 die Konzession. Eine Motivation für den Bahnbau war der Transport von Holz aus dem Schwarzwald an den Rhein und Kohle aus dem Saargebiet nach Freiburg. Zur Finanzierung des Bahnbaus nahmen Freiburg und Breisach ein Darlehen über 1.200.000 Goldmark zu 4,5 % beim Basler Bankierverein auf. 1869 änderte man die Trassenführung zugunsten einer kürzeren und kostengünstigeren Strecke von Hugstetten über Gottenheim nach Wasenweiler. Der erste Spatenstich erfolgte am 7. Juni 1870. Wegen personeller und materieller Engpässe durch den Deutsch-Französischen Krieg wurde die Strecke erst am 14. September 1871 eröffnet. Den Betrieb der staatlich betriebenen Privatbahn übernahm die Großherzoglich Badische Staatseisenbahn.

### Verlängerung Breisach–Colmar

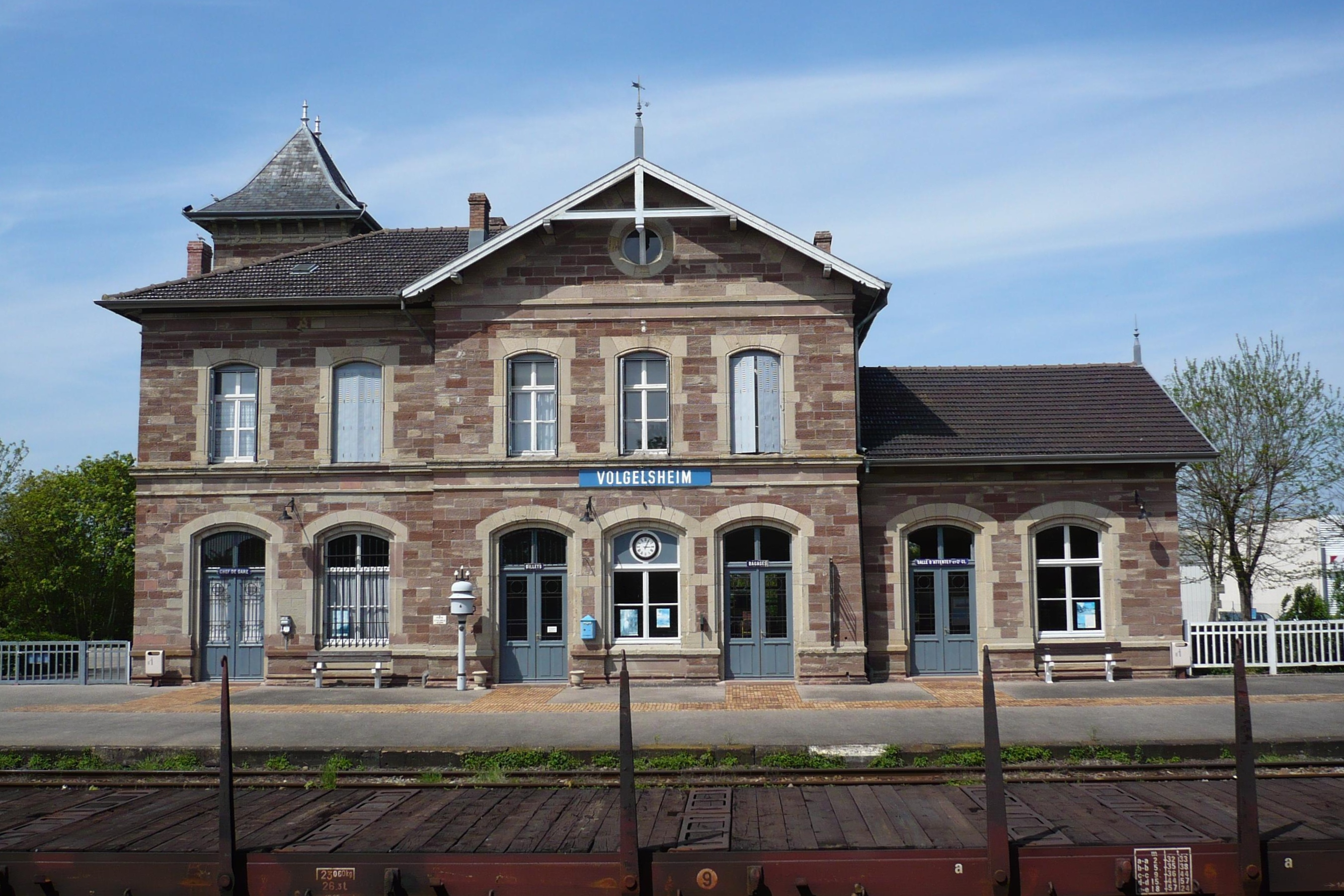
Bahnhof Volgelsheim

Nach dem von Napoleon III. erklärten und verlorenen Deutsch-Französischen Krieg war das Elsass ab 1871 Teil des Reichslandes Elsass-Lothringen. Als Kriegsfolge verzögerte sich der Weiterbau der Bahn um mehrere Jahre. Da Breisach nun kein Grenzbahnhof mehr war und die ursprünglich geplanten Räume für Zoll- und Grenzüberwachungsbehörden entfallen konnten, erhielt 1871 der Bahnhof als Empfangsgebäude zunächst nur eine provisorische Baracke. Nachdem 1874 ein Staatsvertrag zwischen dem Großherzogtum Baden und dem Deutschen Reich die Aufgabenverteilung bei der Colmarer Bahn geregelt hatte, begann man 1875 mit dem Bau der Rheinbrücke bei Breisach, welche am 5. Januar 1878 dem Verkehr übergeben werden konnte. In der 1875 erteilten Konzession zur Herstellung einer Bahn von Altbreisach nach Colmar wurde festgelegt, dass die Staatsbahn die Gesamtstrecke der Freiburg-Breisacher Bahn bis zur Rheinmitte auf unbeschränkte Zeit in Pacht nimmt, falls die Großherzogliche Regierung von ihrem Rückkaufsrecht keinen Gebrauch macht. Am 7. Januar 1878 wurde die Colmarer Bahn durchgehend eröffnet. Die Züge benötigten für die Strecke Freiburg–Colmar etwa 70 Minuten Fahrzeit.

### Staatsbahnzeit bis zur Streckentrennung
Da die Zinsen massiv gefallen waren und der Staat den Kaufpreis von 1.687.100 Goldmark bezahlen konnte, gab der Landtag seine Zustimmung zum Rückkauf der Strecke, die am 6. Dezember 1881 verstaatlicht wurde. Am 3. September 1882 geschah das Zugunglück von Hugstetten, das mit 64 Toten und 230 Schwerverletzten als das bis dahin schwerste und folgenreichste Eisenbahnunglück in Deutschland in die Geschichte einging.
Durch den Bau der Privatbahnstrecke der Kaiserstuhlbahn erhielt die Breisacher Bahn 1894 in Gottenheim Anschluss an die Strecke nach Riegel Ort – Endingen und 1895 in Breisach an den Streckenast nach Endingen – Riegel Staatsbahn. Um die Rentabilität der Kaiserstuhlbahn zu sichern, musste gemäß Staatsvertrag der gesamte aus Colmar-Breisach in nördliche Richtung zur Rheintalbahn führende Güterverkehr ab dann nicht mehr über Freiburg, sondern direkt über die Kaiserstuhlbahn nach Riegel Staatsbahn geführt werden. Ab dem Jahr 1910 wurde eine Eilzugverbindung zwischen Freiburg und Colmar eingerichtet. 1914 erhielt Breisach anstelle der provisorischen Baracke das heutige Empfangsgebäude. Im Ersten Weltkrieg verzeichnete die Strecke zwischen Breisach und Colmar durch den Militärverkehr einen erheblichen Verkehrszuwachs. Auf Betreiben des deutschen Militärs baute man 1917 die abzweigende Bahnstrecke Neuf-Brisach–Bantzenheim.
Da das Elsass ab 1918 nicht mehr zum Deutschen Reich gehörte, wurde Breisach erneut zum Grenzbahnhof und die Bedeutung der Breisacher Bahn nahm stark ab. Im Zweiten Weltkrieg wurde die Rheinbrücke bei Breisach erstmals 1939 gesprengt, repariert und schließlich beim deutschen Rückzug 1945 endgültig zerstört. Seitdem ist die Strecke nach Colmar unterbrochen. Die heutige Straßenbrücke wurde auf den Fundamenten der ehemaligen Eisenbahnbrücke erbaut. Zwei noch intakte Brückenteile wurden am 1. und 26. Februar 1946 per Schiff nach Neuenburg transportiert und dort zur Reparatur der ebenfalls zerstörten Rheinbrücke Neuenburg–Chalampé im Zuge der Bahnstrecke Müllheim–Mulhouse genutzt. Trotz wiederholter Diskussionen scheiterte ein Wiederaufbau der Breisacher Brücke bis heute stets an den Kosten für den Neubau. Im Frühjahr 2012 gründete sich der Verein Trans-Rhin-Rail, der sich neben der Streckenrenovierung zwischen Colmar und Volgelsheim auch für den Bau der Brücke engagiert.

### Seit der Streckentrennung in Frankreich
Strecke Colmar–Volgelsheim (französischer Abschnitt)
Die französische Eisenbahngesellschaft SNCF betrieb nach dem Zweiten Weltkrieg zwischen Colmar und Volgelsheim bis 1969 Personenverkehr. Lediglich zwei Güterzüge verkehren noch täglich von Colmar zum Rheinhafen bei Marckolsheim. 1982 wurde der Verein Chemin de Fer Touristique du Rhin gegründet, der Museumsbahnfahrten auf dem französischen Teil der Strecke betreibt. Dies wird unter anderem dadurch ermöglicht, dass ihm die Handelskammer Colmar als Besitzerin der Strecke Volgelsheim–Marckolsheim diese kostenfrei zur Verfügung stellt.

### Unter der Deutschen Bundesbahn

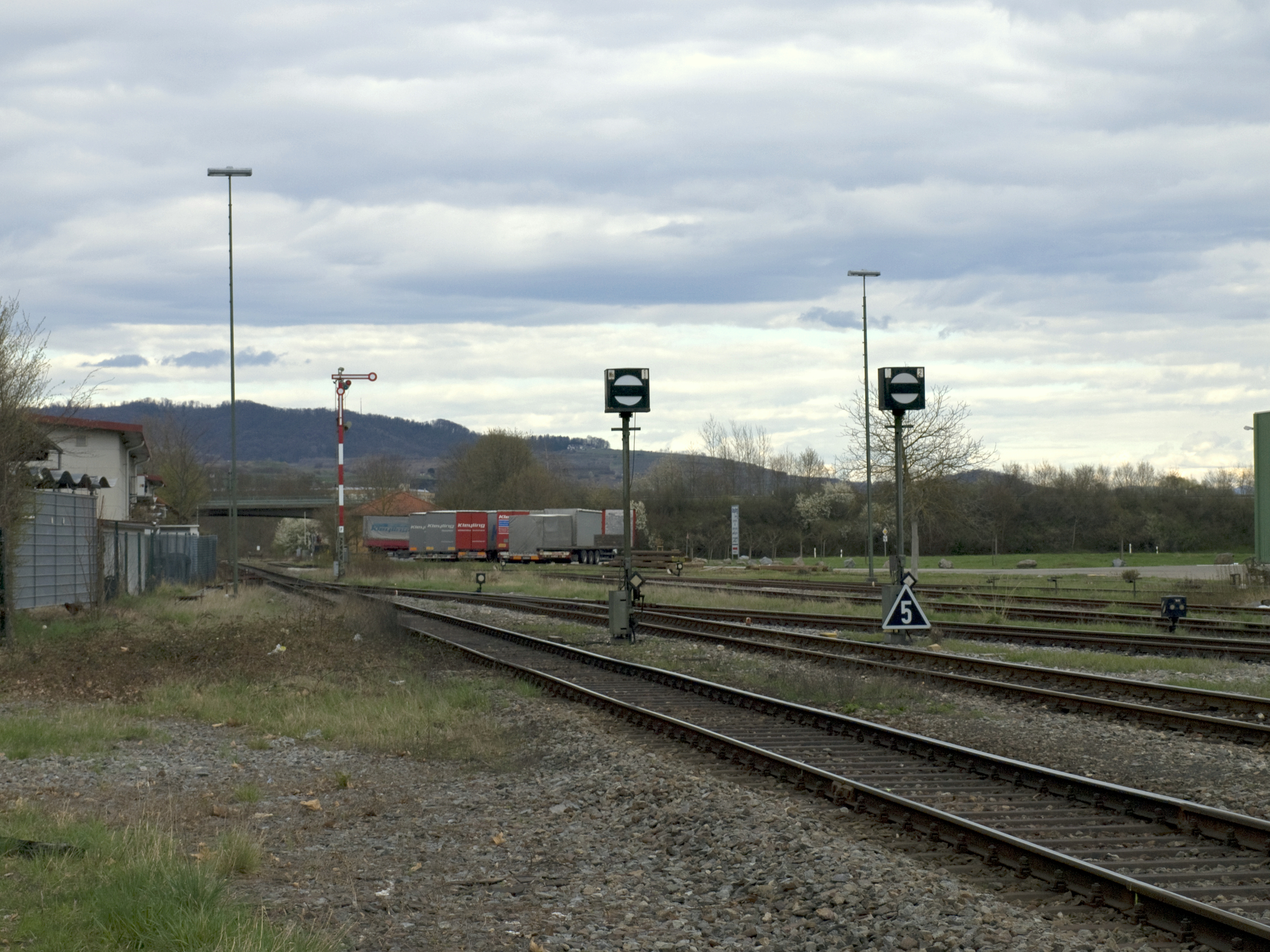
Signale und Weichen in Breisach

Strecke Alt-Breisach–Freiburg (deutscher Abschnitt)
Im Sommer 1960 befuhren die Bahn an Sonn-, Werk- und Feiertagen 36 Reisezüge (davon zehn Triebwagen) mit überwiegend einer Wagenklasse. Der Betrieb wurde von der Deutschen Bundesbahn nach und nach ausgedünnt, wodurch die Strecke zeitweise von der Einstellung bedroht war.

### Übernahme durch Breisgau-S-Bahn
Die Strecke liegt seit 1994 im Tarifgebiet des Regio-Verkehrsverbundes Freiburg (RVF). Das 1995 vorgelegte Nahverkehrskonzept der Breisgau-S-Bahn sah auf der Breisacher Bahn als Pilotstrecke die Einführung eines S-Bahn-Betriebes mit Taktverkehr und innovativen Leichtbau-Triebwagen vor. In gleicher Weise sollte das Angebot der Kaiserstuhlbahn verbessert und in ein gemeinsames Konzept integriert werden.
Zum 1. Juni 1997 wurde der Personenverkehr von der 1996 gegründeten Breisgau-S-Bahn (BSB) übernommen, die als Tochtergesellschaft zu je 50 % der Südwestdeutschen Landesverkehrs-AG (SWEG) und der Freiburger Verkehrs AG (VAG) gehört.
Als Fahrzeuge wurden neun Dieseltriebwagen VT 001 bis 009 Regio-Shuttle RS1 von Adtranz beschafft, die zusammen mit den baugleichen, jedoch anders lackierten Regio-Shuttles der SWEG im Bahnbetriebswerk Endingen der Kaiserstuhlbahn beheimatet sind. Zwischen 1999 und 2003 stieg die Zahl von 6000 auf 9000 Fahrgäste pro Werktag, und das auf einer Strecke, die zeitweise von der Stilllegung bedroht war. Gemeinsam mit der 2002 ebenfalls übernommenen Elztalbahn konnte die BSB ihre Fahrgastzahl von 1,5 Million Fahrgästen im Jahre 1999 auf rund 6,5 Millionen Fahrgäste bis 2006 mehr als vervierfachen. Im Güterverkehr brachte die BSB-Übernahme eine Verlagerung der Verkehrsströme, da die bisher von Breisach über die Kaiserstuhlbahn nach Riegel-Malterdingen zur Rheintalbahn gefahrenen Güterzüge seitdem im Freiburger Güterbahnhof übergeben werden. Auf Grundlage einer Partnerschaft zwischen der SWEG und DB Cargo wird seit 2007 der Güterverkehr auf der Breisacher Bahn, im Freiburger Güterbahnhof sowie im Industriegebiet Nord von der SWEG durchgeführt.
Die Kooperationsvereinbarung zwischen RVF und Nahverkehrsgesellschaft Baden-Württemberg (NVBW) vom 11. März 2009 beinhaltet die Elektrifizierung des S-Bahn-Netzes im Freiburger Raum bis zum Jahr 2019. In dieser ersten Ausbaustufe des Projektes Breisgau-S-Bahn 2020 wurde auch die Strecke Freiburg–Breisach elektrifiziert, um eine Verbindung ohne Umsteigen zwischen Breisach und Villingen zu ermöglichen, der zudem ein nicht-elektrifizierter Streckenabschnitt zwischen Neustadt und Donaueschingen im Weg stand.
Auf der Strecke in Richtung Breisach waren vorher lediglich die ungefähr zwei Kilometer vom Hauptbahnhof zum Haltepunkt Neue Messe/Universität bereits mit Oberleitung ausgestattet. Anstelle des Haltepunktes, der im Jahr 2000 eröffnet wurde, hatte sich zuvor die Abzweigstelle Heidenhof befunden, an der eine bzw. bis 1945 zwei Verbindungsbögen zur Güterumgehungsbahn Freiburg verlaufen waren.
Wegen der generell abweichenden Symmetrieminute und der Taktverschiebung um rund 13 Minuten ab Mittag gibt es im Ausgangsbahnhof Freiburg (Breisgau) Hauptbahnhof unterschiedliche Anschlüsse an den Fernverkehr über die Rheintalbahn sowie seit 1987 an die Höllentalbahn. In Gottenheim und Breisach gibt es seit 1994/1995 Übergang zur nichtbundeseigenen Nebenbahn der Kaiserstuhlbahn mit den zwei Streckenästen Gottenheim – Riegel Ort – Endingen (KBS 724) und Breisach – Endingen – Riegel-Malterdingen (KBS 723), die den Kaiserstuhl östlich, nördlich und westlich umfährt.

### Elektrifizierung
Als Bestandteil des Projektes Breisgau-S-Bahn 2020 wurde die Strecke zwischen Freiburg und Gottenheim vom 1. Februar bis Ende November 2019 elektrifiziert, was am 15. Dezember 2019 in Betrieb ging. Der Abschnitt von Gottenheim nach Breisach folgte im Februar 2020. Bis Januar 2019 wurde in Gottenheim und bis Dezember 2019 auch in Breisach je ein mechanisches Stellwerk der Bauart Einheit betrieben. Beide Bahnhöfe werden nun vom Elektronischen Stellwerk (ESTW) in Freiburg-Wiehre am Bedienplatz „Breisach“ ferngesteuert. Zum Fahrplanwechsel im Dezember 2019 wurde der Betrieb wieder von DB Regio übernommen. Seit dem Fahrplanwechsel sollte halbstündlich in Gottenheim und stündlich in Titisee geflügelt werden. Aufgrund von Problemen musste in Gottenheim nach Endingen a. K. umgestiegen werden. Zudem fuhr sonntags zwischen Titisee und Seebrugg nur stündlich ein Zug. Es fielen aber auch immer wieder Züge aus, was ungenügend kommuniziert wird. Deshalb galt auf der Linie S1 seit dem 17. Februar 2020 ein verändertes, weniger kompliziertes Fahrplankonzept, wonach bis Juni 2020 der Pendelverkehr zwischen Gottenheim und Endingen bestehen blieb; somit entfiel in Gottenheim das Flügel/Kuppeln der Züge. Der Fahrplan sollte damit stabilisiert werden und ein verlässlicher Betrieb gewährleistet sein. Im Juni kehrten die Verantwortlichen zum alten Fahrplankonzept zurück.

## Betrieb
Die aktuellen Linien, die die Breisacher Bahn oder Teile davon befahren (alle betrieben durch DB Regio):
- S 1 Breisach – Gottenheim – Freiburg Messe – Freiburg Hbf – Freiburg Littenweiler – Kirchzarten – Titisee – Seebrugg
- S 11 Endingen a. K. – Bahlingen – Gottenheim – Freiburg Messe – Freiburg Hbf – Freiburg Littenweiler – Kirchzarten – Titisee – Seebrugg

Eine bis zu elfmal täglich unter dem Markennamen Euregio-Bus verkehrende Linie R26 bzw. 68R026 bedient – außer Sundhoffen – die auf dem französischen Streckenabschnitt liegenden Orte:
- 68R026 Colmar Gare SNCF – Wolfgantzen – Neuf-Brisach – Volgelsheim – Breisach

## Zukunft
Regionalpolitiker auf deutscher und französischer Seite kündigten im April 2018 an, eine Machbarkeitsstudie für den Wiederaufbau der Eisenbahnbrücke über den Rhein in Auftrag geben zu wollen. Diese lag im März 2019 vor und bescheinigte dem Projekt viel Potential. Der Bund wollte sich allerdings zunächst nicht an dessen Kosten beteiligen, obwohl er sich an den Kosten der Studie beteiligt hat und dieses Projekt explizit im Vertrag von Aachen erwähnt ist. Im Oktober 2019 wurde bekannt, dass noch im selben Jahr eine weitere umfassende Studie beginnen sollte, in der es um den notwendigen Infrastrukturausbau vor allem auf der französischen Seite und verschiedene Szenarien für den Betrieb der Bahnlinie geht. Im Sommer 2020 wurde eine Finanzierungsvereinbarung für die weitere Planung getroffen. Beteiligt sind der französische Staat, die Region Grand Est, das Département Haut-Rhin, das Bundesministerium für Verkehr und digitale Infrastruktur und das Land Baden-Württemberg mit seinem Ministerium für Verkehr. Die kalkulierten Kosten (3,5 Mio. Euro) werden je zur Hälfte von der französischen und deutschen Seite getragen. Aus dem Interreg-Programm der EU wird das von Januar 2020 bis Juni 2023 laufende Vorhaben unter dem Titel CRF Link mit 1,75 Mio. Euro unterstützt.
Im September 2020 wurde berichtet, dass im Bundesverkehrsministerium nun doch die Möglichkeit gesehen wird, den Bau der Strecke zu fördern. Für den deutschen Teil der Strecke werden Kosten zwischen 50 und 70 Mio. Euro geschätzt. Unter der Voraussetzung, dass die laufende Studie zur Nutzen-Kosten-Relation des Streckenausbaus zu einem positiven Ergebnis führt, könnte die Förderung durch den Bund bis zu 90 Prozent betragen. Die Studie wurde für 2021 erwartet, andere Stimmen rechnen mit Ergebnissen aber erst Ende 2022. Die französische Seite hat das Bahnprojekt für das EU-Programm Transeuropäische Netze (TEN) angemeldet, auf der deutschen Seite stand dies Anfang 2022 noch aus. Der parlamentarische Staatssekretär Michael Theurer beim FDP-geführten Bundesverkehrsministerium zog im März 2022 öffentlich in Zweifel, dass eine TEN-Anmeldung für das Projekt „zielführend und gerechtfertigt“ sei. Diese Stellungnahme wurde von den in der Region beheimateten Bundestagsabgeordneten Chantal Kopf und Johannes Fechner kritisiert. Beide erklärten, sich weiter für eine TEN-Anmeldung einzusetzen. Diese müsse neu geprüft werden, sobald die Ergebnisse der Machbarkeitsstudie bekannt würden. Unterstützung erhielt die Aufforderung an die Bundesregierung, das Projekt für TEN anzumelden, im Mai 2022 auch durch den Baden-Württembergischen Verkehrsminister Winfried Hermann.
Im März 2023 wurden Zwischenergebnisse der CRF Link-Machbarkeitsstudie bekannt: danach würde auf deutscher Seite die gewünschte Realisierung eines zweiten Gleises zwischen Freiburg und Breisach etwa 400 Millionen Euro kosten, für den Streckenausbau auf der französischen Seite werden bis zu 350 Millionen Euro kalkuliert. Es wird damit gerechnet, dass für das Projekt insgesamt Kosten von bis zu einer Milliarde Euro entstehen. Durchgehende Züge auf der Gesamtstrecke würden frühestens 2036 fahren können. Im Juli 2023 wurde die Machbarkeitsstudie vorgestellt. Es waren fünf mögliche Angebotsszenarien untersucht und bewertet worden. Die Kosten der erforderlichen Investitionen wurden zwischen 840 Mio. und 880 Mio. Euro veranschlagt. Beim erwarteten Kosten-Nutzen-Verhältnis führten die von französischer und deutscher Seite durchgeführten Untersuchungen zu unterschiedlichen Ergebnissen. Während nach dem deutschen Untersuchungsmodell alle Szenarien ein Kosten-Nutzen-Verhältnis von über 1 erreichten und damit förderfähig wären, wies die französische Methodik einen deutlich negativen Wert aus. Zur Klärung wurde eine unabhängige Drittstudie in Auftrag gegeben.
In einer im November 2020 vorgestellten Potenzialanalyse zur Reaktivierung von 42 stillgelegten Schienenstrecken in Baden-Württemberg belegte die Strecke Breisach–Colmar Platz 5 in der Gruppe „Sehr hohes Nachfragepotential“. Bis zur Reaktivierung der Bahnlinie soll eine Schnellbuslinie in Betrieb genommen werden. Auch dafür stellt die EU Fördermittel in Höhe von 1,4 Millionen Euro zur Verfügung.